# Colima (Colima)
Colima é uma cidade mexicana, capital do estado de Colima. Limita ao norte com Chauhtémoc, ao sur com Ixtlahuacán, ao sudoeste com Tecomán; ao sudeste com o estado de Michoacán; ao este com o estado de Jalisco; a oeste com Coquimatlán e a noroeste com Villa de Álvarez.

## Topínomia
O nome Colima vem de "Coliman" do nahuatl, com que se designava o velho reino ou senhorio, "Colli" significa montanha, vulcão ou avô e "maitl", mão de domínio, que é: "lugar conquistado por nossa avós" ou "lugar onde domina o velho Deus ou Deus do fogo", referindo-se ao vulcão.

## Escudo
Em 1986, Colima realizou um concurso para selecionar o escudo oficial, e adota como tal o que foi vitorioso na disputa, com as seguintes características:
Os campos a esquerda e direita em (vermelho) simbolizam o clima ameno da região, suas buganvílias coloridas e pitahayas, as palmas foram colocados como um símbolo da agricultura no município e seus derivados (cocada, bolo de gengibre, tuba, etc). O área de cor (azul) simboliza os rios e o céu como uma moldura para a figura imponente do rei da Collimán. O bordado é feito em ouro, como a cidade de Colima no centro de uma entidade econômica, política e cultural.
Na ponta se colocou um livro aberto que simboliza a história e a educação em Colima, por contar de grandes figuras no trabalho docente. Os ornamentos exteriores estão constituidos pelo timbre que é uma representação alegórica dos condados e dos lugares com elevações importantes, isso se referem aos vulcões que estão estrechamente ligados com sua história e tradição. Ao centro dos vulcões aparece a fuligem náhuatl de movimento, que simboliza os movimentos sísmicos do vulcão de fogo. 
Aos lados do escudo pendem lambrequins que simbolizam a cultura espanhola, que junto com a já existente forjaram a base atual de Colima. Os lambrequins são de cor verde, pois simbolizamla bondade da terra e a abundante vegetação do município. 
Os cães que aparecem como guardiões, simbolizam a cerâmica pré-colombianas, que foram desenvolvidas no estado e estão intimamente relacionados com o sincretismo religioso dos antigos habitantes da região. A pedra lisa é parte da alma da cidade de Colima. Finalmente, no final do escudo mostra uma fita com as palavras "Povo orgulhoso de sua linhagem".

## Clima
O clima em Colima é quente subúmido com chuvas no verão na maior parte do município; a temperatura média anual é de 32 °C e a chuva anual de 800 a 1,000 mm. Os inverno tem temperaturas amenas que variam de míminas de 18 °C. 
| Dados climatológicos para Colima                  | Dados climatológicos para Colima | Dados climatológicos para Colima | Dados climatológicos para Colima | Dados climatológicos para Colima | Dados climatológicos para Colima | Dados climatológicos para Colima | Dados climatológicos para Colima | Dados climatológicos para Colima | Dados climatológicos para Colima | Dados climatológicos para Colima | Dados climatológicos para Colima | Dados climatológicos para Colima | Dados climatológicos para Colima |
| Mês                                               | Jan                              | Fev                              | Mar                              | Abr                              | Mai                              | Jun                              | Jul                              | Ago                              | Set                              | Out                              | Nov                              | Dez                              | Ano                              |
| ------------------------------------------------- | -------------------------------- | -------------------------------- | -------------------------------- | -------------------------------- | -------------------------------- | -------------------------------- | -------------------------------- | -------------------------------- | -------------------------------- | -------------------------------- | -------------------------------- | -------------------------------- | -------------------------------- |
| Temperatura máxima recorde (°C)                   | 38                               | 39                               | 39                               | 42                               | 42                               | 41                               | 39                               | 39                               | 39                               | 38                               | 38                               | 38                               | 40                               |
| Temperatura máxima média (°C)                     | 33                               | 36                               | 36                               | 37                               | 39                               | 37                               | 36                               | 36                               | 35                               | 35                               | 34                               | 34                               | 32                               |
| Temperatura mínima média (°C)                     | 12                               | 12                               | 12                               | 14                               | 15                               | 18                               | 19                               | 19                               | 19                               | 18                               | 16                               | 13                               | 18                               |
| Temperatura mínima recorde (°C)                   | 7                                | 8                                | 3                                | 7                                | 10                               | 14                               | 17                               | 17                               | 13                               | 13                               | 11                               | 9                                | 10                               |
| Precipitação (mm)                                 | 438                              | 18                               | 24                               | 12                               | 165                              | 268                              | 434                              | 325                              | 376                              | 251                              | 181                              | 61                               | 2 553                            |
| Fonte: Servicio Meteorológico Nacional 13/04/2010 |                                  |                                  |                                  |                                  |                                  |                                  |                                  |                                  |                                  |                                  |                                  |                                  |                                  |